# لالة رحمة (أولاد يخلف)
لالة رحمة هو دُوَّار يقع بجماعة سيدي أتيجي، إقليم آسفي، جهة مراكش آسفي في المملكة المغربية. ينتمي الدوّار لمشيخة أولاد يخلف التي تضم 11 دوار. يقدر عدد سكانه بـ 52 نسمة حسب الإحصاء الرسمي للسكان والسكنى لسنة 2004.

## روابط خارجية
- البوابة الوطنية للجماعات الترابية نسخة محفوظة 12 مارس 2018 على موقع واي باك مشين.
- المندوبية السامية للتخطيط